# 肉实属
肉实属（学名：Sarcosperma）是山榄科下的一个属，为常绿乔木植物。该属共有8－9种，分布于印度、马来西亚。